# Dagmar Ledecká
Dagmar Ledecká, též Dana Ledecká (16. května 1925 Praha – 4. června 2021 Semice) byla česká tanečnice a baletka, která působila na scénách v Bratislavě, Brně a Praze. V roce 2014 jí byla udělena Cena Thálie za celoživotní mistrovství.

## Život

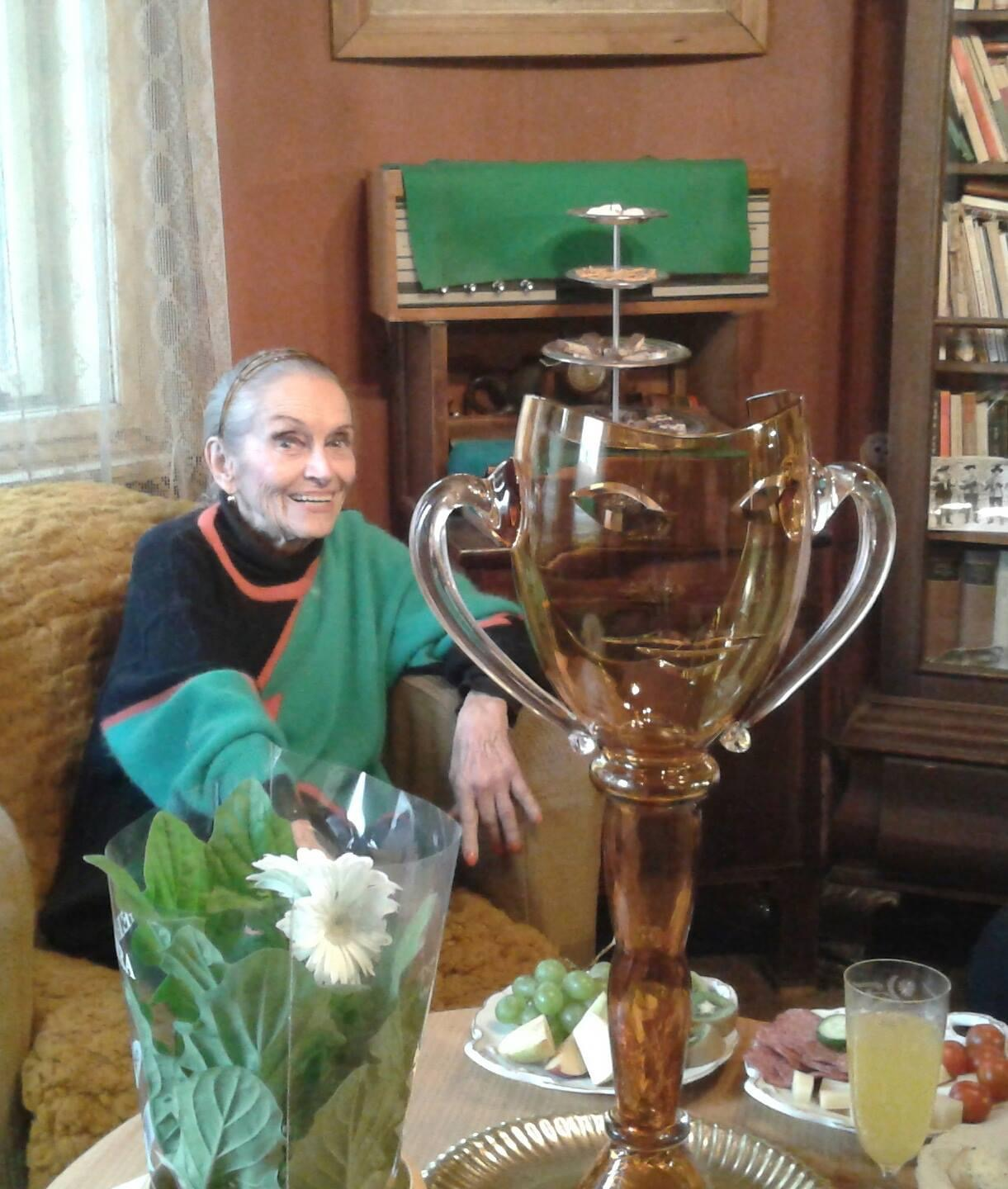
Dagmar Ledecká s Cenou Thálie 2014 za celoživotní mistrovství.

Studovala tanec ve škole Remislava Remislavského v Praze. V letech 1942–1945 tančila ve Velké operetě v Praze, v letech 1945 až 1947 působila v Hudebním divadle v Karlíně. V sezóně 1947 až 1948 působila v baletu Slovenského národného divadla v Bratislavě. Poté přešla na podnět I. V. Psoty do Státního divadla Brno, kde působila v letech 1948 až 1953. Od 1. ledna 1954 působila v Národním divadle v Praze, kde tančila až do odchodu do důchodu v roce 1973.
Jejím manželem byl houslista Libor Hlaváček, ale rozvedli se. Měli spolu dceru, Gajanu Ledeckou, tu pojmenovala podle Gajané od Arama Chačaturjana. Poté si vzala za manžela Milana Šebka, se kterým žila do jeho smrti.

## Významné role

### Slovenské národní divadlo
- Adenaida, Nikolaj Andrejevič Rimskij-Korsakov: Šeherezáda,
- Francesca, Petr Iljič Čajkovskij: Italské capriccio,
- Princezna, Oskar Nedbal: Pohádka o Honzovi,[3]

### Státní divadlo Brno
- Odilie, Petr Iljič Čajkovskij: Labutí jezero (1950)
- Cizinka, Karel Horký: Král Ječmínek (1951)[4]

### Národní divadlo v Praze
V Národním divadle vytvořila přes dvacet rolí, v nichž se uplatnily její herecké schopnosti a osobní kouzlo.
- Marie, Boris Vladimirovič Asafjev: Bachčisarajská fontána (1954)[5]
- Odetta, Petr Iljič Čajkovskij: Labutí jezero (1955)
- Aiša, Kara Abulfazogly Karajev: Sedm krasavic (1959)[6]
- Kateřina, Sergej Prokofjev: Kamenný kvítek (1961)
- Sněhurka, Zbyněk Vostřák: Sněhurka (1961)
- Aegina, Aram Chačaturjan: Spartakus (1957)[7]
- Vévodkyně, František Škvor: Doktor Faust (1958)[8]

## Televize a film
V menších rolích se objevila v televizních inscenacích a ve filmu Bludná pouť.